# جوليا لوكوود
جوليا لوكوود (بالإنجليزية: Julia Lockwood)‏ هي ممثلة بريطانية، ولدت في 23 أغسطس 1941 في Ringwood, Hampshire ‏ في المملكة المتحدة، وتوفيت في 24 مارس 2019 في تونتون في المملكة المتحدة.

## وصلات خارجية
- جوليا لوكوود على موقع IMDb (الإنجليزية)
- جوليا لوكوود على موقع قاعدة بيانات الفيلم (الإنجليزية)